# Popara (danie)

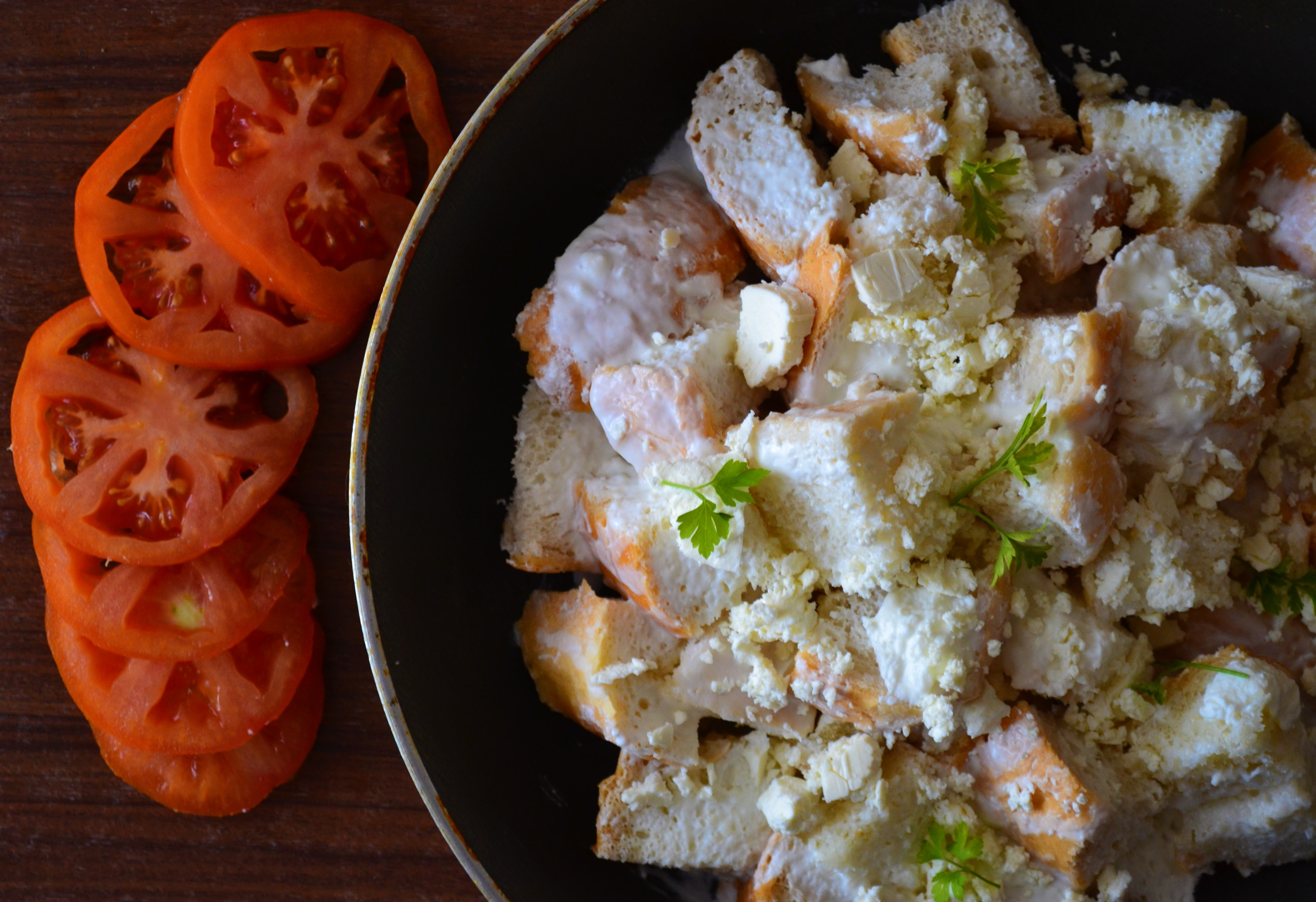
Popara

Popara (serb. попара, gr. παπάρα, tur. papara) – danie popularne w krajach byłej Jugosławii, Bułgarii i Turcji. Głównymi składnikami potrawy serwowanej głównie dzieciom na śniadanie jest chleb, mleko lub woda (także herbata, smalec lub olej, kajmak lub ser szopski). Jedna z wersji przygotowania dania to: kawałki chleba gotuje się kilka minut w mleku, następnie skrapia olejem i doprawia kajmakiem.